# San Diego Jaws
I San Diego Jaws fu una franchigia calcistica statunitense, con sede a San Diego.

## Storia
La franchigia dei Baltimore Comets si trasferì a San Diego nel 1976 per dare origine ai San Diego Jaws. Nella North American Soccer League 1976, sotto la guida tecnica di Derek Trevis, concluse la Southern Division della Pacific Conference all'ultimo posto.
Al termine della stagione i proprietari della franchigia decisero di spostare la squadra a Las Vegas per dare origine ai Las Vegas Quicksilvers.